# Kállay Géza (irodalomtörténész)
Kállay Géza (Budapest, 1959. november 20. – 2017. november 17.) irodalomtörténész, nyelvfilozófus, nyelvész, egyetemi tanár, Shakespeare-kutató, író. Az Eötvös Loránd Tudományegyetem Bölcsészettudományi Kar Angol–Amerikai Intézet egykori igazgatója, a BA és az MA Anglisztika Programok vezetője, az ELTE Irodalomtudományi Doktori Iskola Tudományos Tanácsának törzstagja, elnöke, a Budahegyvidéki Református Egyházközség presbitere volt.

## Életrajz
Édesapja Kállay Ferenc, édesanyja dr. Tóth Eglantine.
Diplomáját 1984-ben szerezte az Eötvös Loránd Tudományegyetemen, magyar nyelv és irodalom, angol nyelv és irodalom szakos középiskolai tanárként, illetve általános és alkalmazott nyelvészet  szakos előadóként. Ezután két évet dolgozott tudományos segédmunkatársként az egyetem Általános és Alkalmazott Nyelvészeti Tanszékén. 1986-1993 között egyetemi tanársegéd volt az Angol Tanszéken, majd 1997-ig egyetemi adjunktus az ELTE Angol–Amerikai Intézetének Anglisztika Tanszékén, ahol 1998-tól egyetemi docens. 1997-1999 között mellékállású egyetemi docens volt a Károli Gáspár Református Egyetem Angol Intézetében. 2001-2005 között Az irodalom filozófiai alapjai – A filozófia irodalmi gyökere, majd 2009-2013 között Az angol reneszánsz dráma kritikatörténete, illetve 2012-2016 között Az angol irodalom magyar története OTKA (Országos Tudományos Kutatási Alapprogramok) kutatócsoportok vezetője volt.
William Shakespeare életművét, a reneszánsz angol irodalmát és a dráma elméletét oktatta és kutatta. Alapítója és vezetője volt az ELTE Anglisztika tanszékén működő akkreditált Színház- és Dráma specializációnak, továbbá a „diszciplináris Angol MA” és az „Angol középkori és korai újkori (reneszánsz) irodalom és kultúra” doktori programot is vezette.
1991-1992-ben a Leuveni Katolikus Egyetemen tanult Soros-ösztöndíjjal, s az irodalom és a filozófia viszonyáról írt Ph.D. disszertációját ugyanitt védte meg 1996-ban. 1995-ben mint Fulbright kutatói ösztöndíjas került a Harvard Egyetemre, ahol Stanley Cavell irányítása mellett tanult és kutatott. Habilitációját 2003-ban szerezte meg, majd 2004-2005-ben Fulbright vendégprofesszori ösztöndíjasként tartott előadásokat  a Kaliforniai Egyetem Santa Cruz-i (University of California Santa Cruz) kampuszán. További ösztöndíjai: 1993-1994: a Közép-Európai Egyetem és az OSI (Open Society Institute, avagy Nyílt Társadalom Alapítvány) közös ösztöndíja; 1998-2001: OTKA ösztöndíj (irodalom és filozófia); 1999-2002: Bolyai Kutatási Ösztöndíj (MTA); 2001-2002: Klebersberg Kuno Kutatási Ösztöndíj.
Kutatási területei: irodalom és filozófia viszonya, irodalomelmélet, Ludwig Wittgenstein filozófiája, reneszánsz és barokk (korai modern) angol irodalom, reneszánsz angol dráma (legfőképpen William Shakespeare), drámatörténet.
Több önálló könyve, továbbá hazai és külföldi folyóiratokban közel 50 tanulmánya és cikke, illetve számos fordítása jelent meg.
Tagja volt az ELTE Bölcsészettudományi karán a Doktori Tanács bizottságának, a Magyar Shakespeare Bizottságnak, az Európai Anglisztikai Társaságnak és a Magyar Anglisztikai Társaságnak (ESSE, HUSSE), a Magyar Filozófiai Társaságnak és a Nemzetközi Merlean-Ponty Egyesületnek (International Merleu-Ponty Association) is.
Szabadidejében angol tolmácsolással foglalkozott, a Hegyvidéki Szalon-ban tartott előadásokat és amatőr színjátékokban is szívesen fellépett.
Felesége, Kállay G. Katalin – Géher István, az egyik legnagyobb jelentőségű magyar Shakespeare-kutató lánya – amerikai irodalmat tanít a Károli Gáspár Református Egyetemen. Három leányuk van: Zsuzsanna (1989), Eszter (1994) és Mária (1995).

## Könyvei
- Nem puszta szó (esszék, Liget, 1996)
- Nem puszta tett (esszék, Liget, 1999)
- Nem puszta kép (esszékötet, Liget, 2002)
- A nyelv határai (Shakespeare-tanulmányok, Liget, 2004)
- A nyelv határai (Shakespeare-tanulmányok, második, javított kiadás, Liget, 2006)
- Melyik Erasmus Kávéházban (novellák, Liget Műhely Alapítvány, 2007. ISBN 9789639363526)
- Személyes jelentés (filozófiai tanulmányok, Liget, 2007)
- Semmi vérjel (szövegbe helyező kísérletek, Liget Műhely Alapítvány, 2008, ISBN 9789639363595)
- És most: beszélj! Nyelvfilozófia, dráma, elbeszélés; Liget Műhely Alapítvány, Bp., 2013 (Liget könyvek) ISBN 978 963 9363 91 5
- A Shakespeare-kritika kezdetei. Források és tanulmányok; szerk. Gárdos Bálint, Kállay Géza, Vince Máté; ELTE Eötvös, Bp., 2013 (Kritikatörténeti műhely)
- William Shakespeare – Macbeth (fordítás, jegyzetek, e-könyv, Liget Műhely Alapítvány, 2014 ISBN 978 615 5419 11 9)[26]